# Medaka Box
Médaka-Box (めだかボックス, Medaka Bokkusu) est un shōnen manga écrit par Nisio Isin et dessiné par Akira Akatsuki. Il a été prépublié dans l'hebdomadaire Weekly Shōnen Jump de l'éditeur Shūeisha entre mai 2009 et avril 2013, et a été compilé en un total de vingt-deux tomes. La version française est éditée par Tonkam depuis septembre 2012, date de sortie des deux premiers tomes.
Une adaptation en anime de deux saisons de douze épisodes par les studios Gainax a vu le jour entre avril 2012 et juin 2012 puis entre octobre 2012 et décembre 2012.

## Synopsis
Médaka Kurokami, jeune élève du lycée Hakoniwa, considère être née pour venir en aide aux autres. Sa première décision en tant que présidente nouvellement élue du Conseil Étudiant est d’installer une boîte à suggestions dans laquelle les élèves pourront exprimer leurs malheurs et demander de l’aide. Investie des pouvoirs du Conseil et armée d’une détermination sans faille, Médaka peut enfin accomplir son destin au bénéfice des autres. Elle ne restera pas longtemps seule au sein du Conseil car son ami d’enfance Zenkichi Hitoyoshi, sans doute le seul à la comprendre vraiment, restera à ses côtés pour la protéger, même s’il lui faudra faire avec la personnalité originale de Médaka. Les requêtes présentées par les élèves seront diverses et ne manqueront pas d’originalité : remettre des voyous dans le droit chemin, résoudre une enquête criminelle, retrouver un chien égaré et même écrire une lettre d’amour. Le Conseil pourrait bien avoir besoin de nouvelles recrues pour soutenir ce rythme effréné.

## Personnages
Les personnages ayant une fiche signalétique sont du groupe sanguin AB, censé indiquer que tous ces protagonistes sont décontractés, calmes, rationnels et sociables.

### Membres du conseil des élèves
Médaka Kurokami (黒神 めだか, Kurokami Medaka) est l’héroïne de la série. Elle est étudiante en première année dans la classe 13 et c’est aussi la 98e présidente du conseil des élèves de l’académie Hokoniwa. Elle fut élue par 98 % des élèves du lycée. Médaka est à l’origine de la Médaka Box dans laquelle sont recueillies toutes les suggestions ainsi que les malheurs des élèves. Médaka a la particularité d’être parfaite, à la fois physiquement et intellectuellement, en quelque sorte l'archétype de la Mary-Sue. Elle voue un amour inconditionnel au genre humain.
Zenkichi Hitoyoshi (人吉 善吉, Hitoyoshi Zenkichi) est étudiant en première année dans la classe 1, c’est aussi l’ami d'enfance de Médaka qui le forcera à rejoindre le conseil des élèves au début de la série. Bien qu’il ait accepté, il se retrouve au plus bas niveau du conseil en qualité d’intendant général. Zenkichi est aussi très ami avec sa camarade de classe, Hansode Shiranui. Le jeune homme a pour particularité de toujours porter un pull en jersey sous son uniforme, ce qui lui vaut les railleries de certains étudiants.
Mogana Kikaijima (喜界島 もがな, Kikaijima Mogana) est en première année dans la classe 11 et deviendra la trésorière du conseil des élèves. Elle fait partie du club de natation et est l'un des meilleurs espoirs dans sa discipline. Mogana est obsédé par l’argent, toc qu’elle partage avec ses deux acolytes du club de natation, Yakushima et Tanageshima. Elle est de nature calme et réfléchie mais souffre d’une grande timidité.
Koki Akune (阿久根 高貴, Akune Kouki) est étudiant dans la classe 11. Il était autrefois membre du club de judo mais il sera recruté pour devenir secrétaire du conseil des élèves. Koki est fan d’Elvis, c’est pour cette raison qu’il porte toujours la chemise de son uniforme ouverte jusqu’au milieu du torse.

### Le conseil de discipline dit «La Police»
Harigane Onigase (鬼瀬 針音, Onigase Harigane) est une élève de première année de la classe 3. Onigase fut spécialement choisie pour venir étudier à l’académie afin qu’elle devienne membre du conseil de discipline plus communément appelé « La Police ». Onigase aime faire respecter l’ordre et la justice. C’est à cause d’elle que le conseil des élèves rentrera en conflit avec le conseil de discipline. Cependant, Onigase sait reconnaître les effets positifs de ce dernier.
Myouri Unzen (雲仙 冥利, Unzen Myouri) est un élève surdoué de 10 ans qui en plus de son intelligence fulgurante, est à la tête du conseil de discipline. Il se considère à l’extrême opposé des idéaux de Médaka et pense que les Hommes sont naturellement mauvais. Unzen possède de fantastiques aptitudes au combat, il est aussi incroyablement rapide.

### Club de judo
Nekomi Nabeshima (鍋島 猫美, Nabeshima Nekomi) étudie dans la classe 11 et est l’ancienne capitaine du club de judo. Nekomi est une jeune fille souriante et enjouée mais elle déteste les génies du type de Koki. Intéressée par Zenkichi, elle tentera de le recruter dans le club de judo afin qu’il la succède en tant que capitaine de l’équipe.

### Club de kendo
Habataki Hyūga (日向 破憐, Hyūga Habataki) est étudiant en première année dans la classe 1, il est aussi expert national de Kendo. Il est d’ailleurs responsable du club de Kendo de l’académie. Il est d’un naturel violent et méprise les personnes qu’il considère faibles. Mauvais, il n’a aucun scrupule à attaquer les gens dans le dos.
Mahibi Moji (門司 真罅, Moji Mahibi) est le chef du gang qui squatte le dojo détérioré de l’académie de Hokoniwa. Il fait aussi partie des 2 % des gens qui n’ont pas voté pour Médaka lors de l’élection du président du conseil des élèves. Moji se moque royalement des règles de vie du lycée et passe son temps à trainer plutôt qu’à étudier.

### Club d’athlétisme
Isagi Isahaya (諫早 いさぎ, Isahaya Isagi) est étudiante dans la classe 9 et membre du club d’athlétisme. C’est une fille gentille qui peut tout devenir très mauvaise lorsqu’elle est jalouse. Elle deviendra la mentor d’Ariake bien qu’elle ne l’aimait pas.
Aria Ariake (有明 ありあ, Ariake Aria) fait partie de la classe 9 et elle pratique l’athlétisme dans le club de l’académie. Au début de l’histoire, elle subit les attaques des autres membres du club dont Isahaya mais elle sera aidée par Médaka. Ariake est l’une des rares personnes à ne pas trouver has been le style vestimentaire de Zenkichi.
Hansode Shiranui (不知火 半袖, Shiranui Hansode) est élève en première année dans la classe 1 de l’académie de Hokoniwa, elle est aussi la meilleure amie de Zenkichi. Hansode est une jeune fille très enjouée qui peut tout de même se montrer brutale voire très sombre. Elle passe son temps à manger et possède un appétit gargantuesque.

## Manga
Le manga a été prépublié dans le magazine hebdomadaire Weekly Shōnen Jump entre le 11 mai 2009 et le 27 avril 2013 et a été compilé en un total de vingt-deux volumes reliés. Un chapitre spécial intitulé Good Loser Kumagawa est paru dans le magazine Jump Next! le 26 décembre 2011, suivi par un one shot intitulé Toshokan Kyūseishu Kurabu le 28 décembre 2013. La version française est éditée par Tonkam depuis septembre 2012.

## Anime
L'adaptation en série télévisée d'animation a été annoncée en septembre 2011. Elle est produite par le studio Gainax avec une réalisation de Shouji Saeki. Les douze épisodes ont été diffusés sur TV Tokyo du 4 avril au 20 juin 2012.
À la fin de la diffusion du douzième épisode, une seconde saison a été annoncée. Intitulée Medaka Box Abnormal, elle comporte douze épisodes et a été diffusée du 11 octobre au 27 décembre 2012.
Hors du Japon, la série est diffusée en version originale sous-titré en anglais par Crunchyroll et est licenciée en Amérique du Nord par Sentai Filmworks.

### Fiche technique
- Réalisation : Shouji Saeki
- Musique : Tatsuya Katou
- Composition de la série : Shouji Saeki
- Character design : Ikuo Kuwana
- Studio d’animation : Gainax
- Licencié par :
  -  Japon : TV Tokyo
- Nombre d’épisodes :
  - Saison 1 : 12
  - Saison 2 : 12
- Durée : 25 minutes
- Dates de première diffusion :
  - Saison 1 : 4 avril 2012 - 20 juin 2012
  - Saison 2 : 11 octobre 2012 - 27 décembre 2012

### Doublage
| Personnages        | Voix japonaises   | Voix françaises                      |
| ------------------ | ----------------- | ------------------------------------ |
| Médaka Kurokami    | Aki Toyosaki      | Anouck Hautbois                      |
| Zenkichi Hitoyoshi | Yūki Ono          | Charles Pestel                       |
| Hansode Shiranui   | Emiri Katou       | Karine Foviau                        |
| Kōki Akune         | Daisuke Namikawa  | Benjamin Bollen                      |
| Mogana Kikaijima   | Ai Kayano         | Chloé Stefani                        |
| Myōri Unzen        | Romi Park         | Carole Baillien                      |
| Ōdo Miyakonojō     | Kiyoshi Katsunuma | Laurent Pasquier Puis Franck Sportis |
| Yōka Nase          | Miyuki Sawashiro  | Delphine Moriau                      |

## Accueil
Le tirage total des 17 premiers tomes s'élève à 5 180 000 exemplaires.

## Produits dérivés
Plusieurs produits dérivés Médaka Box sont sortis au Japon.

### Publications
Light novel
- Un premier roman nommé Kuguhara Messhi no Funuketa Junrin Mata ha Nazanoura Sanagi no Ashige ni Yoru Tôhyô (久々原滅私の腑抜けた君臨または啝ノ浦さなぎの足蹴による投票?),  (ISBN 978-4-08-703261-1), est sorti le 2 mai 2012[13] ;
- Un deuxième roman nommé Eburi Richigi no Oshitoyaka na Menjû Mata ha Mukueda Shisai no Haiban Rôzesa Manifest (えぶり理知戯のおしとやかな面従または椋枝閾の杯盤狼藉マニフェスト?),  (ISBN 978-4-08-703264-2), est sorti le 4 juin 2012[14] ;
- Un troisième roman nommé Medaka Box Gaiden - Good Loser Kumagawa - Part I - Suisô ni Ugomeku Nô Darake (グッドルーザー球磨川　小説版【上】?),  (ISBN 978-4-08-703278-9), est sorti le 10 octobre 2012[15] ;
- Un quatrième roman nommé Medaka Box Gaiden - Good Loser Kumagawa - Part II - Suisô ni Ugomeku Nô Darake (グッドルーザー球磨川　小説版【下】?),  (ISBN 978-4-08-703280-2), est sorti le 19 novembre 2012[16] ;
- Un cinquième roman nommé Medaka Box - juvenile (めだかボックス　ジュブナイル　小説版?),  (ISBN 978-4-08-703300-7), est sorti le 4 octobre 2013[17].

Guidebook
- Un guidebook officiel  (ISBN 978-4-08-870876-8) est sorti le 4 septembre 2013[18].

### Jeu vidéo
Médaka Kurokami apparaît en tant que personnage jouable, et Misogi Kumagawa en tant que personnage de soutien dans le jeu vidéo J-Stars Victory Vs sorti au Japon en mars 2014 sur PlayStation 3 et PlayStation Vita.

### Autres
Différents goodies comme des figurines produites par Max Factory, Wave ou FREEing ont été commercialisées,,.